# Rete tranviaria di Oradea
La rete tranviaria di Oradea è la rete tranviaria che serve la città rumena di Oradea.